# Острво Географског друштва
Острво Географског друштва (дан. Geografisk Samfund Ø) је острво у североисточном делу Гренланда са површином 1.717 км². Северно од овог острва лежи острво Имер, а јужно је Трејл. На западу се преко фјорда Краља Оскара, налази се острво Ела.
На планинском пределу, заједно са Фјолдом Сведенборг, налази се највиша тачка острва са 1.730 м. 

## Геологија
Од запада ка истоку, стене чине основну конструкцију острва са песком што указује на њихову старост из периода девона, карбона и креде, а неке мање површине су из периода тријаса и јуре.